# Walter Groß
Walter Groß (Kassel, 21 ottobre 1904 – Berlino, 25 aprile 1945) è stato un medico, politico e scrittore tedesco.

## Biografia
Groß frequentò i ginnasi evangelici a Posen e Gottinga. Dal 1923 studiò medicina presso le Università di Gottinga, Tubinga e Monaco di Baviera. I suoi studi terminarono nel 1928 con l'esame di Stato e il conseguimento della laurea. Dopo egli lavorò fino al 1932 come assistente in un ospedale di Braunschweig.
Nel 1925 entrò nel Partito Nazionalsocialista Tedesco dei Lavoratori (NSDAP) e dal 1932 appartenne all'Unione dei medici nazionalsocialisti tedeschi. Dal 1932 fu anche membro della sottosezione "Salute pubblica" della Direzione del NSDAP. Nel 1933 fondò il Servizio segreto per la politica popolare e la cura della razza, di cui fu anche il direttore, che nel maggio del 1934 fu ribattezzato Ufficio politico per la razza del NSDAP. Dal 1936 fu membro del Reichstag.
Il 7 febbraio 1940 Rosenberg annotò sul suo diario, che aveva parlato con Groß di un Istituto per la Biologia e lo Studio delle Razze. Questo per così dire doveva essere in un collegamento più stretto con la Società Kaiser Wilhelm. Rosenberg scrisse in proposito, che Eugen Fischer, il direttore dell'Istituto, dovesse "avvicinarsi a noi". Fu previsto che l'Istituto per la Biologia e lo Studio delle Razze entrasse a far parte della Scuola superiore del NSDAP. Come sede dell'Istituto fu scelta Stoccarda Nel 1942 Groß divenne direttore dell'Ufficio Superiore delle Scienze nell'Amt Rosenberg. Dal 1937 alla morte fu membro del senato della Società Kaiser Wilhelm.
Groß morì nel corso dei combattimenti nella zona di Berlino, già in corso di occupazione da parte dell'Armata Rossa, il 25 aprile 1945 nella propria abitazione di Berlino-Schlachtensee. Successivamente si parlò da parte di collaboratori di Groß, di una "morte ricercata".

## Opere
Groß fu uno dei più importanti autori nella fase iniziale della rivista  Nationalsozialistische Monatshefte (Quaderni mensili nazionalsocialisti). Egli fu editore e curatore di molti scritti antisemiti come Rasse und Politik ("Razza e politica",1934), Der Weltenumbruch im jüdischen Mythos ("Lo stravolgimento del mondo", 1936) e Die rassenpolitischen Voraussetzungen zur Lösung der Judenfrage ("La condizione preliminare politico-razziale per la soluzione della questione ebraica", 1943). Nella sua ultima opera, che fu curata dall'Institut zur Erforschung der Judenfrage (Istituto per l'indagine sulla questione ebraica) e pubblicata dalla casa editrice Hoheneichen-Verlag, si impegnava a fondo per un'Europa libera dagli ebrei. Gli scritti di Groß cercavano, sotto le spoglie della scientificità, di motivare le tesi del razzismo e si distinguevano per la loro militanza in materia.
Il 27 marzo 1941 Groß scrisse un rapporto, in cui respingeva la distinzione fra Ebrei e il meticciato ebraico di primo grado e la sua equiparazione come "corretta politicamente e razzialmente e necessaria. "Mezzi Ebrei" erano "Ebrei completi" e dovevano essere eliminati dall'Europa. La moltiplicazione degli "Ebrei per un quarto" doveva essere contenuta il più basso possibile. Questa pubblicazione diede un impulso a un'azione tra l'Ufficio politico-razziale dello Stato maggiore di Hitler di Martin Bormann e la Direzione generale per la sicurezza del Reich e condusse alla proposta, quanto meno nei territori occupati dell'est a trattare gli ebrei di sangue misto, come ebrei a tutti gli effetti. Le forze antisemite radicali perseguirono di conseguenza questa linea con la Conferenza di Wannsee.
Il politologo americano A. James Gregor cercò nel 1958 di trovare un comune denominatore tra l'Associazione per l'Avanzamento dell'Eugenetica e dell'Etnologia e l'Istituto Internazionale di Sociologia. Gregor si definì egli stesso un seguace della politica razziale di Walter Groß; nello stesso anno Gregor lodò, sulla rivista del fascista inglese Oswald Mosley The Europeans, il concetto di razza dei nazionalsocialisti. Groß indicò il concetto di razza come un germe per una "visione del mondo ( Weltanschauung) che renda le vittime costruttori di razze future".

## Scritti
- Die rassenpolitischen Voraussetzungen zur Lösung der Judenfrage. In: Der Weltkampf, 1941, S. 52–63.